# 오다카역 (후쿠시마현)
오다카역(일본어: 小高駅)은 일본 후쿠시마현 미나미소마시 오다카 구에 있는 동일본 여객철도(JR동일본)의 철도역이다.

## 역 구조
2면 2선 구조의 지상역이다. 승강장과 역사는 과선교로 이어져 있다.
2016년 7월 12일에 영업을 복귀하였을 때는 역사쪽 승강장에 가설 단선 승강장을 설치하여 영업한다.

### 승강장
| 1 | ■ 조반선(하행) | 하라노마치 · 센다이 방면 |
| 2 | ■ 조반선(상행) | 나미에 방면              |

## 역세권 정보
이 역 주변은 후쿠시마 제1 원자력 발전소 사고 영향을 받아 경계구역(警戒区域, 출입 금지 구역)이 되었으나 2012년 4월 16일부터 2016년 7월 12일까지는 피난 지시 해제 준비 구역(避難指示解除準備区域, 자유로이 들어갈 수 있으나 숙박이 금지된 구역)이었다.

## 역사
- 1898년 5월 11일: 닛폰 철도의 철도역으로 영업 개시.
- 1906년 11월 1일: 국유화.
- 1987년 4월 1일: 민영화에 따라 동일본 여객철도의 소속이 되었다.
- 2011년 3월 11일: 동일본 대지진으로 영업이 중단.
- 2016년 7월 12일: 당역 ~ 하라노마치역 구간의 운행을 재개.[1]

## 화랑

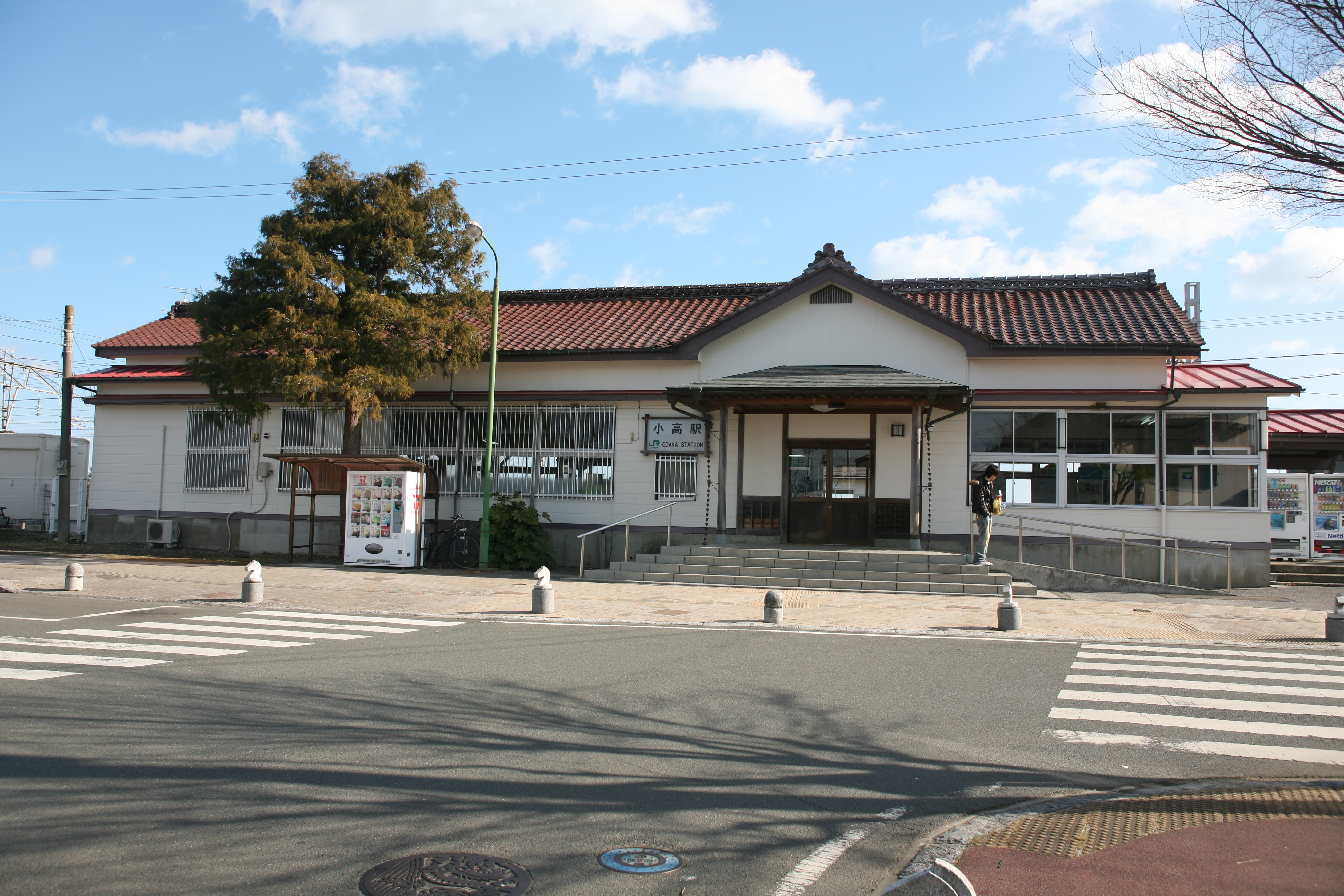
동일본 대지진 이전의 역사 모습(2010년 1월 9일)
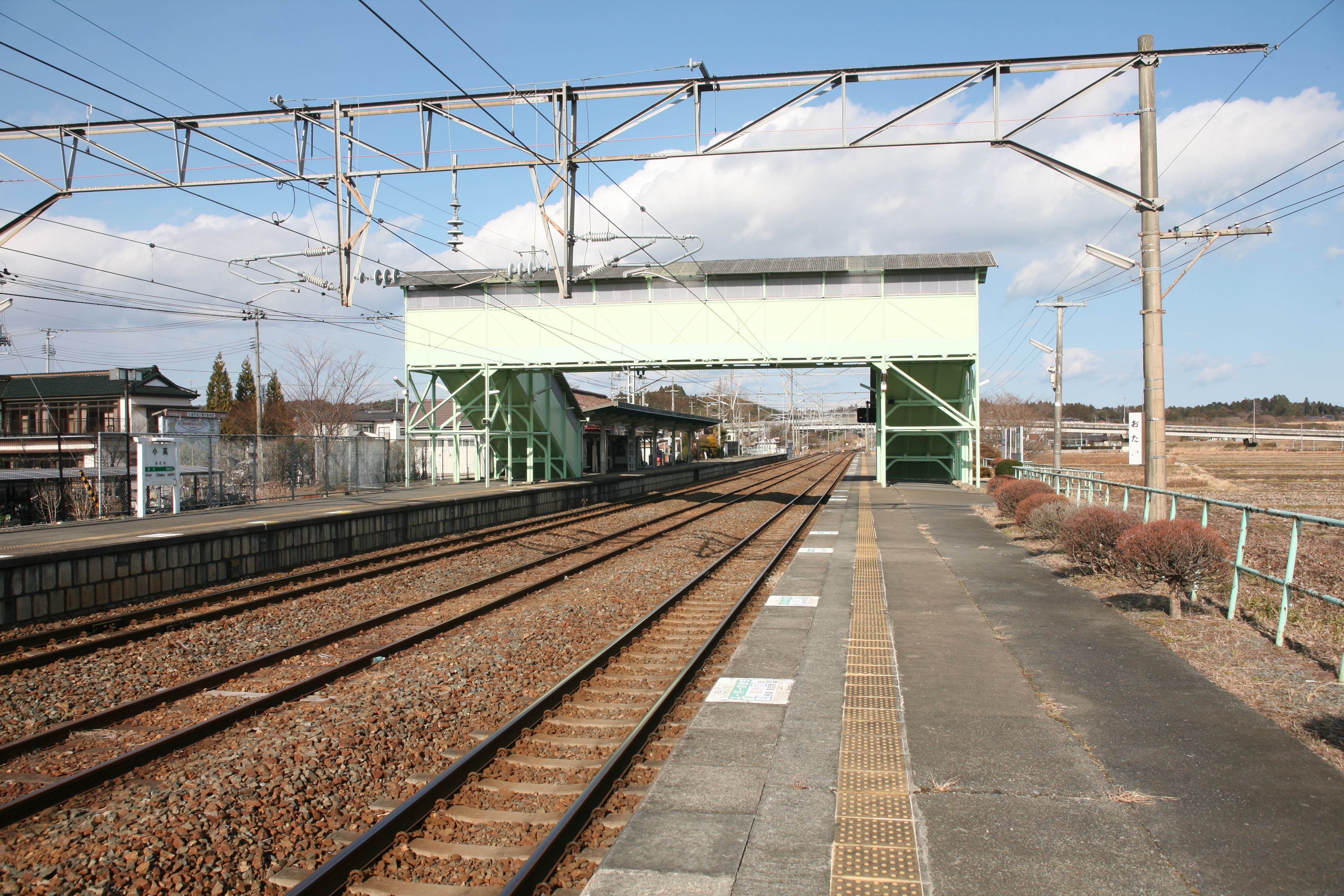
동일본 대지진 이전의 승강장 모습(2010년 1월 9일)
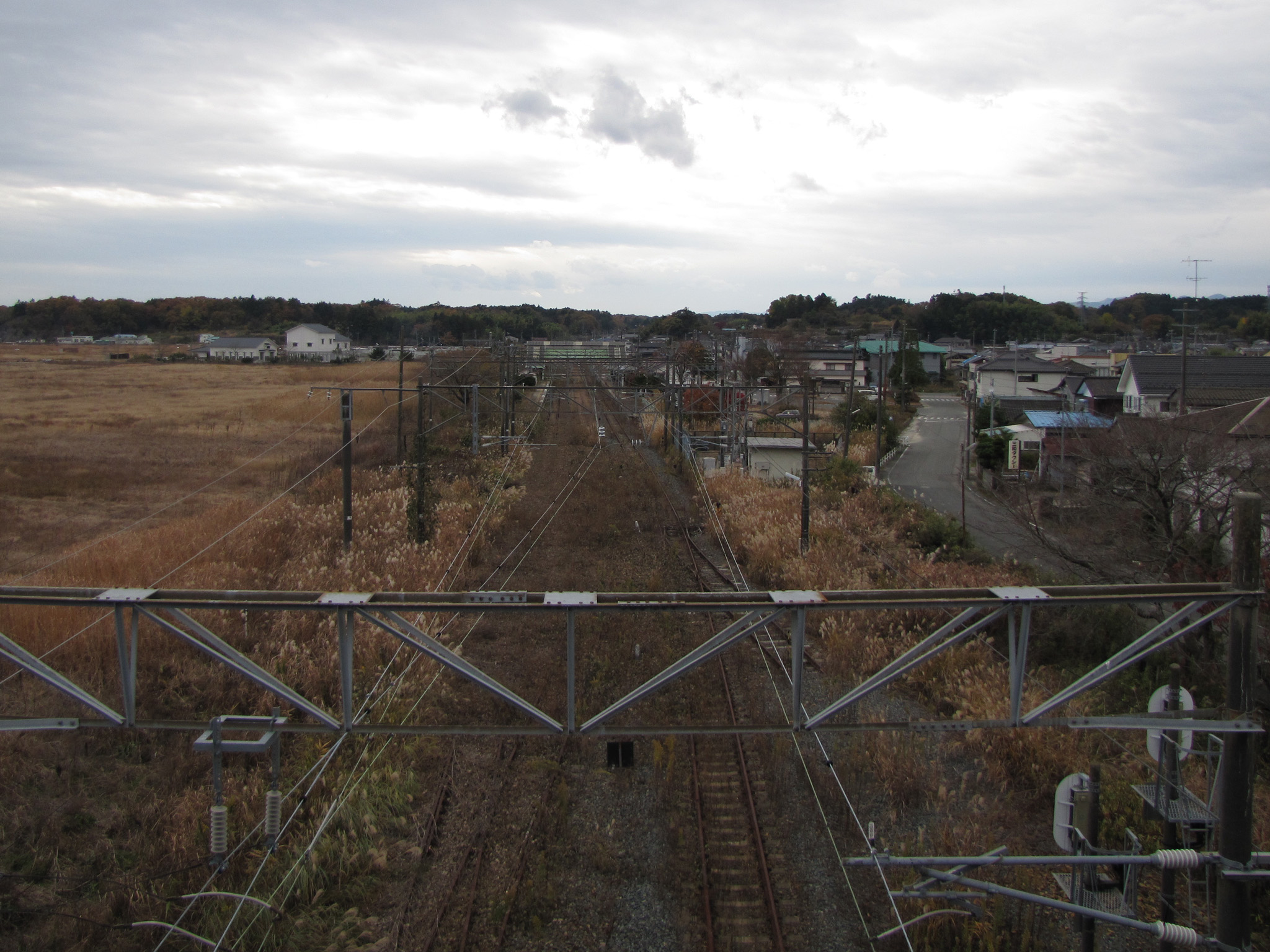
동일본 대지진 이후의 구내 모습(2012년 11월 26일)

## 인접역
| 동일본 여객철도 조반선 | 동일본 여객철도 조반선 | 동일본 여객철도 조반선     |
| ---------------------- | ---------------------- | -------------------------- |
| 모모우치 나미에 방면   | ■ 보통                 | 이와키오타 하라노마치 방면 |